# In the Spirit of Things Tour
In the Spirit of Things Tour è il dodicesimo tour ufficiale della band statunitense Kansas.

## Storia
Tour promozionale per l'album In the Spirit of Things, che si protrae per due anni, e interessa prevalentemente gli Stati Uniti. Il tour è composto da due distinte parti intervallate tra loro da un periodo di pausa, della durata di tre mesi circa:  
Durata approssimativa dello show: 120/130 minuti.

## Formazione
- Phil Ehart - Batteria
- Steve Walsh - Tastiera, Voce
- Billy Greer - Basso
- Steve Morse - Chitarra
- Rich Williams - Chitarra

## Date
Calendario completo del tour: 
| Prima Leg        |                      |             |                                   |                                                 |
|                  |                      |             |                                   |                                                 |
| Data             | Città                | Paese       | Luogo                             | Note                                            |
| 1 aprile 1987    | Columbia             | USA         |                                   |                                                 |
| 3 aprile 1987    | Atlanta              | USA         |                                   |                                                 |
| 4 aprile 1987    | Huntsville           | USA         |                                   |                                                 |
| 9 aprile 1987    | Nashville            | USA         |                                   |                                                 |
| 10 aprile 1987   | Cincinnati           | USA         |                                   |                                                 |
| 11 aprile 1987   | Detroit              | USA         | Civic Center                      |                                                 |
| 12 aprile 1987   | Grand Rapids         | USA         |                                   |                                                 |
| 14 aprile 1987   | Indianapolis         | USA         | Civic Center                      |                                                 |
| 16 aprile 1987   | Chicago              | USA         | Memorial Auditorium               |                                                 |
| 17 aprile 1987   | Milwaukee            | USA         |                                   |                                                 |
| 18 aprile 1987   | Minneapolis          | USA         |                                   |                                                 |
| 19 aprile 1987   | Minneapolis          | USA         |                                   |                                                 |
| 25 aprile 1987   | Ford Lauderdale      | USA         |                                   |                                                 |
| 26 aprile 1987   | Fort Lauderdale      | USA         | Charlotte Coliseum                |                                                 |
| 28 giugno 1987   | Wallingford          | USA         |                                   |                                                 |
| 11 luglio 1987   | Ansbach              | Germania    |                                   |                                                 |
| 12 luglio 1987   | Zurigo               | Svizzera    |                                   |                                                 |
| 17 luglio 1987   | Studio City          | USA         |                                   |                                                 |
| 20 marzo 1988    | Atlanta              | USA         |                                   |                                                 |
| 21 marzo 1988    | Wichita              | USA         | Nassau Coliseum                   |                                                 |
| 22 marzo 1988    | Wichita              | USA         | Madison Square Garden             |                                                 |
| 30 marzo 1988    | Filadelfia           | USA         | The Spectrum                      |                                                 |
| 7 luglio 1988    | New York             | USA         | The Spectrum                      |                                                 |
| 13 luglio 1988   | Richfield            | USA         | Civic Arena                       |                                                 |
| 17 dicembre 1987 | Richfield            | USA         | Richfield Coliseum                |                                                 |
| Seconda Leg      |                      |             |                                   |                                                 |
|                  |                      |             |                                   |                                                 |
| Data             | Città                | Paese       | Luogo                             | Note                                            |
| 14 gennaio 1988  | Hampton              | USA         | Hampton Coliseum                  | recupero data prevista per il 28 novembre       |
| 15 gennaio 1988  | Raleigh              | USA         | Reynolds Coliseum                 |                                                 |
| 17 gennaio 1988  | Birmingham           | USA         | Birmingham-Jefferson Civic Center |                                                 |
| 18 gennaio 1988  | Jackson              | USA         | Mississippi Coliseum              |                                                 |
| 19 gennaio 1988  | Dallas               | USA         | Reunion Arena                     |                                                 |
| 20 gennaio 1988  | Dallas               | USA         | Reunion Arena                     |                                                 |
| 21 gennaio 1988  | San Antonio          | USA         | Convention Center Arena           |                                                 |
| 23 gennaio 1988  | Oklahoma City        | USA         | The Myriad                        |                                                 |
| 24 gennaio 1988  | Shreveport           | USA         | Hirsch Memorial Coliseum          |                                                 |
| 25 gennaio 1988  | Little Rock          | USA         | Barton Coliseum                   |                                                 |
| 26 gennaio 1988  | Little Rock          | USA         | Barton Coliseum                   |                                                 |
| 27 gennaio 1988  | New Orleans          | USA         | Lakefront Arena                   | registrazioni per A Show of Hands               |
| 29 gennaio 1988  | Houston              | USA         | The Summit                        |                                                 |
| 30 gennaio 1988  | Austin               | USA         | Erwin Special Events Center       |                                                 |
| 1º febbraio 1988 | Phoenix              | USA         | Veterans Memorial Coliseum        | registrazioni per A Show of Hands               |
| 3 febbraio 1988  | San Diego            | USA         | Sports Arena                      | registrazioni per A Show of Hands               |
| 4 febbraio 1988  | Los Angeles          | USA         | Great Western Forum               |                                                 |
| 5 febbraio 1988  | Los Angeles          | USA         | Great Western Forum               |                                                 |
| 15 febbraio 1988 | Lakeland             | USA         | Civic Center                      |                                                 |
| 16 febbraio 1988 | Hollywood            | USA         | Hollywood Sportatorium            | recupero data prevista per il 13 febbraio       |
| 18 febbraio 1988 | Jacksonville         | USA         | Memorial Coliseum                 |                                                 |
| 19 febbraio 1988 | Pensacola            | USA         | Civic Center                      |                                                 |
| 21 febbraio 1988 | Memphis              | USA         | Mid-South Coliseum                |                                                 |
| 22 febbraio 1988 | Nashville            | USA         | Municipal Auditorium              |                                                 |
| 23 febbraio 1988 | Cincinnati           | USA         | Riverfront Coliseum               |                                                 |
| 24 febbraio 1988 | Cincinnati           | USA         | Riverfront Coliseum               |                                                 |
| 25 febbraio 1988 | Rosemont             | USA         | Rosemont Horizon                  |                                                 |
| 26 febbraio 1988 | Rosemont             | USA         | Rosemont Horizon                  |                                                 |
| 28 febbraio 1988 | Peoria               | USA         | Civic Center                      |                                                 |
| 1º marzo 1988    | Saint Louis          | USA         | The Arena                         |                                                 |
| 2 marzo 1988     | Indianapolis         | USA         | Market Square Arena               |                                                 |
| 4 marzo 1988     | Detroit              | USA         | Joe Louis Arena                   |                                                 |
| 5 marzo 1988     | Detroit              | USA         | Joe Louis Arena                   |                                                 |
| 7 marzo 1988     | Toronto              | Canada      | Maple Leaf Gardens                |                                                 |
| 8 marzo 1988     | Toronto              | Canada      | Maple Leaf Gardens                |                                                 |
| 10 marzo 1988    | Montréal             | Canada      | The Forum                         |                                                 |
| 11 marzo 1988    | Québec               | Canada      | Colisee De Québec                 |                                                 |
| 2 aprile 1988    | Omaha                | USA         | Civic Auditorium Arena            |                                                 |
| 4 aprile 1988    | Bloomington          | USA         | Met Center                        |                                                 |
| 5 aprile 1988    | Milwaukee            | USA         | Mecca Arena                       |                                                 |
| 7 aprile 1988    | Kansas City          | USA         | Kemper Arena                      |                                                 |
| 9 aprile 1988    | Louisville           | USA         | Louisville Gardens                |                                                 |
| 10 aprile 1988   | Dayton               | USA         | Hara Arena                        |                                                 |
| 21 aprile 1988   | Birmingham           | Inghilterra | National Exhibition Centre        | registrazioni per A Show of Hands album e video |
| 23 aprile 1988   | Birmingham           | Inghilterra | National Exhibition Centre        | registrazioni per A Show of Hands album e video |
| 24 aprile 1988   | Birmingham           | Inghilterra | National Exhibition Centre        | registrazioni per A Show of Hands album e video |
| 26 aprile 1988   | Glasgow              | Scozia      | Scottish Exhibition Centre        |                                                 |
| 28 aprile 1988   | Londra               | Inghilterra | Wembley Arena                     |                                                 |
| 29 aprile 1988   | Londra               | Inghilterra | Wembley Arena                     |                                                 |
| 30 aprile 1988   | Londra               | Inghilterra | Wembley Arena                     |                                                 |
| 2 maggio 1988    | Rotterdam            | Paesi Bassi | Ahoy Sportpaleis                  |                                                 |
| 4 maggio 1988    | Francoforte sul Meno | Germania    | Festhalle                         |                                                 |
| 5 maggio 1988    | Stoccarda            | Germania    | Hanns-Martin-Schleyer-Halle       |                                                 |